# Maria Teresa d'Austria-Este (regina di Francia e Navarra)
Maria Teresa Beatrice Gaetana d'Austria-Este (in lingua tedesca Maria Theresia Beatrix Gaëtane, Erzherzogin von Österreich-Este, Prinzessin von Modena; Modena, 14 luglio 1817 – Gorizia, 25 marzo 1886) fu un membro della Casa d'Austria-Este, Arciduchessa e Principessa d'Austria, Principessa d'Ungheria, Boemia, Modena e Reggio per nascita; con il suo matrimonio con Enrico, conte di Chambord, divenne un membro della Casa di Borbone.
Il marito fu, seppur in modo contestato, Re di Francia e Navarra dal 2 al 9 agosto 1830 ed in seguito pretendente legittimista al trono di Francia dal 1844 al 1883.

## Biografia

### Infanzia
Maria Teresa era la figlia maggiore di Francesco IV d'Austria-Este, duca di Modena e Reggio e della moglie Maria Beatrice di Savoia.

### Matrimonio
Maria Teresa sposò Enrico di Borbone-Francia, conte di Chambord; i genitori di Enrico erano Carlo Ferdinando, duca di Berry, a sua volta figlio minore di Carlo X di Francia, e la principessa Carolina Ferdinanda di Borbone-due Sicilie, figlia di Francesco I delle Due Sicilie. Il matrimonio di Maria Teresa ed Enrico avvenne per procura il 7 novembre 1846 a Modena, mentre di persona venne celebrato il 16 novembre dello stesso anno a Bruck an der Mur. La loro unione non generò eredi.
Maria Teresa venne scelta come moglie del Conte di Chambord dalla zia paterna di Enrico, Maria Teresa Carlotta di Borbone-Francia, in quanto questa intendeva creare un'alleanza tra l'esiliata famiglia reale francese e la Casa d'Austria-Este; le motivazioni erano molte, ma le principali risiedevano nel fatto che gli Asburgo Este erano cattolici oltre che l'unica casata reale a non aver riconosciuto la monarchia di luglio di Luigi Filippo di Francia. Enrico, in realtà, avrebbe però preferito sposare la sorella minore di Maria Teresa, Maria Beatrice.

### Ultimi anni e morte
Il 24 agosto 1883 Enrico morì: Maria Teresa ed una minoranza dei sostenitori del Conte sostennero la causa di Giovanni Carlo di Borbone-Spagna, conte di Montizón, indicandolo come successore di Enrico in quanto era divenuto il maggiore tra i discendenti in linea maschile di Luigi XIV. La moglie di Juan era inoltre la sorella di Maria Teresa, Maria Beatrice d'Austria-Este.
Maria Teresa giocò un ruolo fondamentale nella costruzione di una cripta per la famiglia reale francese nel Monastero di Castagnevizza, a Gorizia (attualmente nel territorio di Nova Gorica, in Slovenia). Tre anni dopo la morte del marito, Maria Teresa morì, il 25 marzo 1886, a Gorizia, e venne tumulata accanto al marito nella cripta dei Borbone.

## Titoli e trattamento
- 14 luglio 1817 – 7 novembre 1846: Sua Altezza Imperiale e Reale, l'arciduchessa Maria Teresa d'Asburgo-Este, principessa imperiale d'Austria, principessa reale d'Ungheria e Boemia, principessa di Modena
- 7 novembre 1846 – 24 agosto 1883: Sua Altezza Imperiale e Reale, la Contessa di Chambord, Duchessa di Bordeaux
  - Regina Consorte di Francia e Navarra (titolo contestato)
- 24 agosto 1883 – 25 marzo 1886: Sua Altezza Imperiale e Reale, la Contessa Madre di Chambord, Duchessa Madre di Bordeaux
  - Regina Madre di Francia e Navarra (titolo contestato)

## Ascendenza
|                               |                               |                                        | Genitori                                      |  |  | Nonni |  |  | Bisnonni              |  |  | Trisnonni          |  |
|                               |                               |                                        |                                               |  |  |       |  |  | Francesco I di Lorena |  |  | Leopoldo di Lorena |  |
|                               |                               |                                        |                                               |  |  |       |  |  | Francesco I di Lorena |  |  | Leopoldo di Lorena |  |
|                               |                               | Elisabetta Carlotta di Borbone-Orléans |                                               |  |  |       |  |  | Francesco I di Lorena |  |  |                    |  |
| Ferdinando d'Asburgo-Lorena   |                               |                                        |                                               |  |  |       |  |  | Francesco I di Lorena |  |  |                    |  |
|                               |                               | Maria Teresa d'Austria                 | Carlo VI d'Asburgo                            |  |  |       |  |  |                       |  |  |                    |  |
|                               |                               | Maria Teresa d'Austria                 | Carlo VI d'Asburgo                            |  |  |       |  |  |                       |  |  |                    |  |
|                               |                               | Maria Teresa d'Austria                 | Elisabetta Cristina di Brunswick-Wolfenbüttel |  |  |       |  |  |                       |  |  |                    |  |
| Francesco IV d'Austria-Este   |                               | Maria Teresa d'Austria                 |                                               |  |  |       |  |  |                       |  |  |                    |  |
|                               |                               | Ercole III d'Este                      | Francesco III d'Este                          |  |  |       |  |  |                       |  |  |                    |  |
|                               |                               | Ercole III d'Este                      | Francesco III d'Este                          |  |  |       |  |  |                       |  |  |                    |  |
|                               |                               | Ercole III d'Este                      | Carlotta Aglae di Borbone-Orléans             |  |  |       |  |  |                       |  |  |                    |  |
| Maria Beatrice d'Este         |                               | Ercole III d'Este                      |                                               |  |  |       |  |  |                       |  |  |                    |  |
|                               |                               | Maria Teresa Cybo-Malaspina            | Alderano I Cybo-Malaspina                     |  |  |       |  |  |                       |  |  |                    |  |
|                               |                               | Maria Teresa Cybo-Malaspina            | Alderano I Cybo-Malaspina                     |  |  |       |  |  |                       |  |  |                    |  |
|                               |                               | Maria Teresa Cybo-Malaspina            | Ricciarda Gonzaga di Novellara                |  |  |       |  |  |                       |  |  |                    |  |
| Maria Teresa d'Austria-Este   |                               | Maria Teresa Cybo-Malaspina            |                                               |  |  |       |  |  |                       |  |  |                    |  |
|                               | Vittorio Amedeo III di Savoia | Carlo Emanuele III di Savoia           |                                               |  |  |       |  |  |                       |  |  |                    |  |
|                               | Vittorio Amedeo III di Savoia | Carlo Emanuele III di Savoia           |                                               |  |  |       |  |  |                       |  |  |                    |  |
|                               | Vittorio Amedeo III di Savoia | Polissena Cristina d'Assia-Rotenburg   |                                               |  |  |       |  |  |                       |  |  |                    |  |
| Vittorio Emanuele I di Savoia | Vittorio Amedeo III di Savoia |                                        |                                               |  |  |       |  |  |                       |  |  |                    |  |
|                               |                               | Maria Antonietta di Borbone-Spagna     | Filippo V di Spagna                           |  |  |       |  |  |                       |  |  |                    |  |
|                               |                               | Maria Antonietta di Borbone-Spagna     | Filippo V di Spagna                           |  |  |       |  |  |                       |  |  |                    |  |
|                               |                               | Maria Antonietta di Borbone-Spagna     | Elisabetta Farnese                            |  |  |       |  |  |                       |  |  |                    |  |
| Maria Beatrice di Savoia      |                               | Maria Antonietta di Borbone-Spagna     |                                               |  |  |       |  |  |                       |  |  |                    |  |
|                               |                               | Ferdinando d'Asburgo-Lorena            | Francesco I di Lorena                         |  |  |       |  |  |                       |  |  |                    |  |
|                               |                               | Ferdinando d'Asburgo-Lorena            | Francesco I di Lorena                         |  |  |       |  |  |                       |  |  |                    |  |
|                               |                               | Ferdinando d'Asburgo-Lorena            | Maria Teresa d'Austria                        |  |  |       |  |  |                       |  |  |                    |  |
| Maria Teresa d'Austria-Este   |                               | Ferdinando d'Asburgo-Lorena            |                                               |  |  |       |  |  |                       |  |  |                    |  |
|                               |                               | Maria Beatrice d'Este                  | Ercole III d'Este                             |  |  |       |  |  |                       |  |  |                    |  |
|                               |                               | Maria Beatrice d'Este                  | Ercole III d'Este                             |  |  |       |  |  |                       |  |  |                    |  |
|                               |                               | Maria Beatrice d'Este                  | Maria Teresa Cybo-Malaspina                   |  |  |       |  |  |                       |  |  |                    |  |
|                               |                               | Maria Beatrice d'Este                  |                                               |  |  |       |  |  |                       |  |  |                    |  |